# Jane Vieu
Jeanne Élisabeth Marie Vieu (Béziers, 15 luglio 1871 – Parigi, 8 aprile 1955) è stata una compositrice francese.
Pubblicò opere sotto lo pseudonimo di Pierre Valette.

## Biografia
Jane Vieu nacque col nome di Jeanne Fabre a Béziers, figlia della pianista Marie-Élodie Fabre, che insegnava musica. Iniziò a comporre all'età di 11 anni. Studiò composizione con Jules Massenet, canto con Marie Caroline Miolan-Carvalho e contrappunto e fuga con André Gedalge. Ottenne il riconoscimento grazie alla sua operetta Madame Tallien (1902) e alla fiaba La belle au bois dormant (1902), la cui prima rappresentazione ebbe luogo al Théâtre des Mathurins. Altri titoli di successo di sua mano furono Au bal de Flore, Les Petites entravées (1911) e Aladin, ombres chinoises (1904).
Jane pubblicò circa 100 opere, alcune sotto il suo pseudonimo di Pierre Valette, tra cui musica per orchestra, musica da camera, musica per pianoforte e opere. La sua musica fu classificata come appartenente al XIX secolo per il suo carattere formale e armonico.
Gestì una casa editrice con il presunto marito Maurice Vieu tra il 1907 e il 1925. Assieme aprirono una casa editrice a Parigi chiamata Maurice Vieu e Jane Vieu.
Morì a Parigi nel 1955.

## Opere
(elenco parziale)
- Puisque c'est l'été (testo: Robert de la Villehervé)
- Madame Tallien (Thérésia Cabarrus), (brano storico, testo: Paul Berthelot e Claude Roland)
- La belle au bois dormant (canzone)
- Sérénade japonaise (canzone)
- Arlette (operetta, testo: Claude Roland e Louis Bouvet)
- Le Bonhomme de neige
- L'Amour en grève (operetta, testo: Jacques Lemaire e Henry Houry)
- Les Yeux Verts (canzone)[10]
- Salomette (operetta, testo: Jean Séry)
- Sur le pont d'Avignon (fantasie-operétte, testo: L. de Lahitte)[8]
- Piege d'Amour (operetta)